# Curiosity
Curiosity (Mars Science Laboratory, förkortas MSL) är en obemannad motoriserad landfarkost (strövare) som sköts upp på uppdrag av NASA den 26 november 2011. Enligt plan landade strövaren på Mars vid kratern Gale den 5 augusti 2012 kl. 05:31 UTC. Strövaren är tre gånger så tung och dubbelt så bred som de tidigare Mars Exploration Rovers (MER) Spirit och Opportunity som landade på Mars 2004. Efter landningen har Curiosity analyserat ett flertal prover från marsjorden och från stenar. Strövaren förväntades vid uppskjutningen arbeta i minst ett marsår (cirka två jordår) och planerades att bli den strövare som täckte en större del av planetytan än någon tidigare strövare. Uppdraget var att undersöka Mars tidigare och dåvarande förmåga att hysa liv. Curiosity är 2020 fortfarande aktiv, vilket innebär att den har överlevt långt längre än vad man först trodde eller planerade för.

## Teknisk specifikation

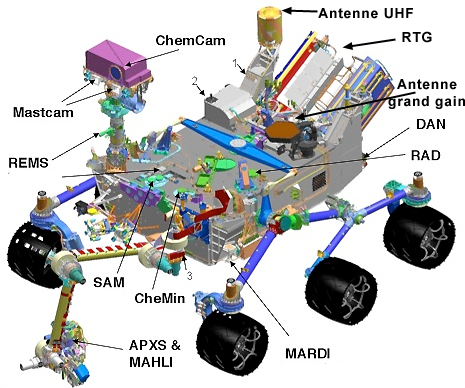
Schematisk ritning på planerade roverkomponenter

Curiosity väger omkring 900 kg, varav 80 kg är vetenskapliga instrument. Den kommer att kunna rulla över hinder som är 75 cm höga. Curiosity kan röra sig upp till 90 m per timme, men hastigheten förväntas ligga på runt 30 m per timme beroende på strömtillgång, terräng, slirning och sikt. Curiosity förväntas tillryggalägga 19 km under dess två års uppdragstid, kanske mer med utökad uppdragstid.
Curiosity är den första farkosten till Mars som utförde en precisionslandning. Landningssystemet placerade den inom radie på 10 km från den tänkta platsen, att jämföra med 150 km för de tidigare Marsfärderna. Man använder också radarhöjdmätare, ett kamerabaserat kartsystem och man lät sedan landningsdatorn själv välja en ofarlig landningsplats.
Curiosity drivs av en radioisotopgenerator (RIG) som beräknas leverera en uteffekt på 125 W begynnelsevis. Efter generatorns minimilivslängd om 14 år beräknas uteffekten ha sjunkit till 100 W. Solenergi är inte en effektiv kraftkälla och användes bara på Mars Pathfinder och MER på grund av politiskt införda förbud mot RIG. Solenergisystem kan inte användas effektivt på hög latitud, i skugga eller i dammiga områden. Dessutom kan man inte hålla farkosten varm under natten vilket minskar livslängden på elektroniken. Som jämförelse alstrade Spirit och Opportunity 0,6 kWh per dag medan Curiosity kommer att alstra 2,5 kWh per dag.

## Uppdrag
Curiosity kommer att fortsätta arbetet efter de framgångsrika MER-rovers Spirit och Opportunity. Dessutom har man större möjligheter än sina föregångare. Till exempel kan den skala av det översta skiktet på en sten med hjälp av sin laserstråle och sen undersöka det inre av stenen. Rovern kan också använda kranen för att samla in föremål att undersöka med instrumenten som finns ombord.

## Videor
|  |  |

### Fotnoter
1. ↑  ”NASA Space Science Data Coordinated Archive” (på engelska). NASA. https://nssdc.gsfc.nasa.gov/nmc/spacecraft/display.action?id=2011-070A. Läst 7 april 2020.
2. ↑  ”NASA Selects Student's Entry as New Mars Rover Name”. Arkiverad från originalet den 28 januari 2012. https://web.archive.org/web/20120128183601/http://www.nasa.gov/mission_pages/msl/msl-20090527.html. Läst 29 maj 2009.
3. ↑  Nasa's Curiosity rover edges closer to Mars, BBC den 6 augusti 2012 (på engelska).